# Provo (movimento)

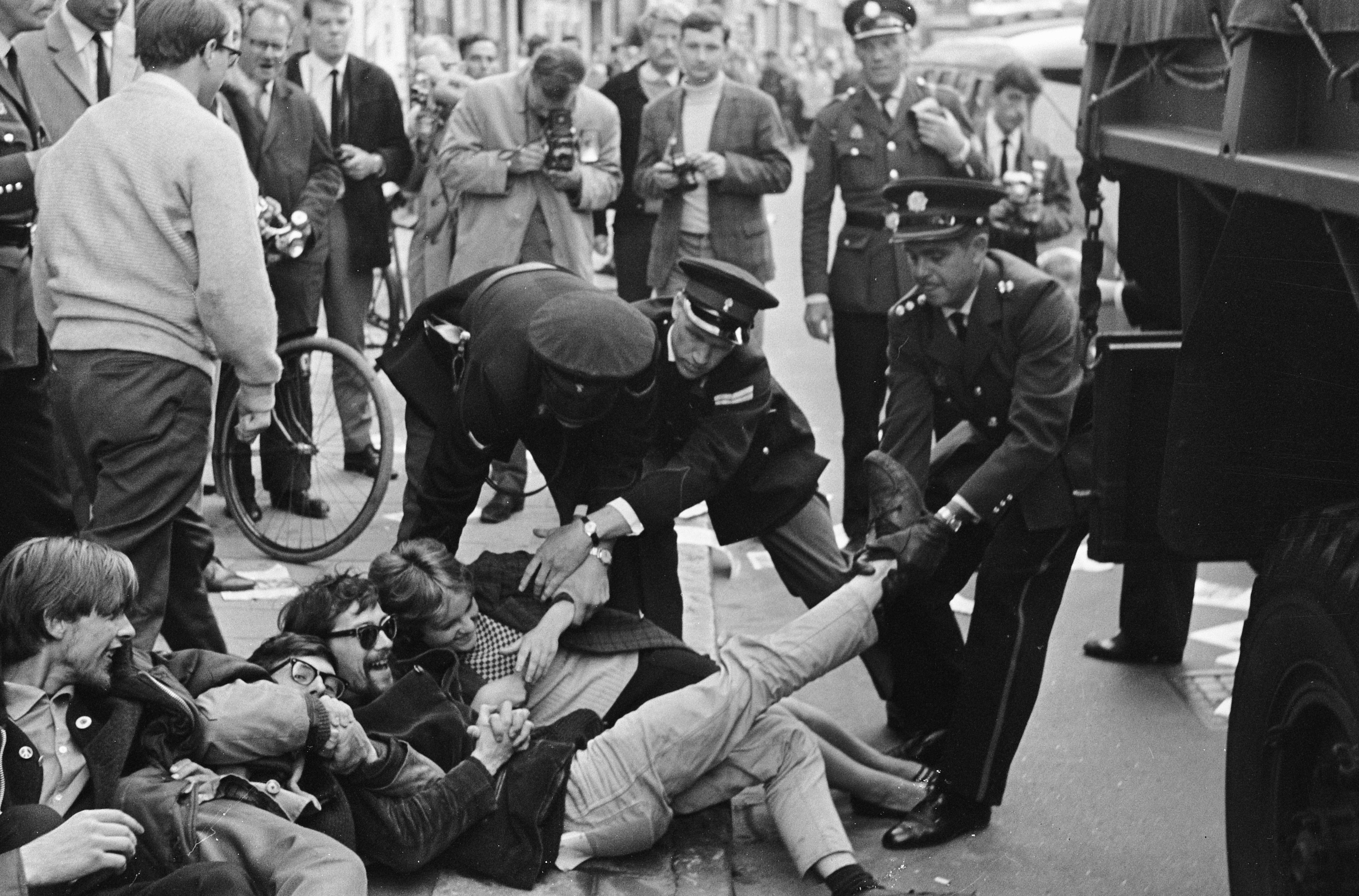
Provos demonstrando em 1966 contra a participação dos EUA na Guerra do Vietnã.

Provo foi um movimento neerlandês de contracultura criado em meados da década de 1960. Tinha como foco provocar reações violentas das autoridades utilizando-se de “iscas” não violentas. Foi precedido pelo movimento Nozem e seguido pelo movimento Hippie. Ao contrário dos outros dois movimentos, Provo foi de fato fundado, em 25 de Maio de 1965, por Robert-Jasper Grootveld, um ativista antifumo, e Roel Van Duyn e Rob Stolk, ambos anarquistas. O Provo foi oficialmente extinto em 13 de maio de 1967.

## Início do Movimento
Acredita-se que os Provos tenham surgido do crescimento das ações antifumo do artista Robert-Jasper Grootveld em Junho de 1964. No ano seguinte, outros grupos surgiram como uma fusão de pequenos grupos de jovens em volta do movimento pacifista Ban-the-bomb. Roel van Duyn é considerado ter sido o teórico do grupo, influenciado pelo anarquismo, Dadaísmo, Herbert Marcuse e Marquês de Sade.
Os Provos emprestaram seu nome de Wouter Buikhuisen, quem, em um artigo de doutorado de 1965, disserta sobre “jovens encrenqueiros”, intitulando-os “provos”.
Bernhard de Vries afirma que os Provos são compostos por quatro grupos de indivíduos:
- Os “happeners": aqueles responsáveis por organizar as ações nas cidades de Amsterdã (Países Baixos) e Antuérpia (Bélgica), combinando pacifismo e muito humor para provocar a polícia. A polícia era relacionada como “elementos não-criativos essenciais para uma ação bem-sucedida” e também como “co-happeners”;
- Os “beatniks” e “hipsters”;
- Os “pensadores”: aqueles que publicam as ideias do Provo em revistas e panfletos, incluindo a Provo, Revo, Eindelijk e o semanário estudantil Propria Cures;
- Os “ativistas” ou “Provos das ruas”, que se envolviam em ações diretas com a intenção de influenciar a opinião pública.

O livro de Harry Mulisch de 1966, Bericht aan de rattenkoning (“Mensagem ao Rato Rei”) reflete sobre os tumultos, seguindo a cobertura do diário De Telegraaf sobre a morte de um trabalhador em um protesto:
“Enquanto seus pais, sentados sobre geladeiras e lavadoras, assistiam TV com seu olho esquerdo, e seus carros com o olho direito, uma batedeira em uma mão e o Telegraaf na outra, os jovens saíram na noite de Sábado para a Praça Spui.”

## Manifesto Provo
Em 12 de Julho de 1965 a primeira revista Provo foi publicada. Ela continha o “Manifesto Provo”, escrito por Roel van Duyn, e re-impressões de receitas de bombas de um panfleto anarquista do século XIX. A revista eventualmente foi confiscada.
Em sua edição #12, a revista Provo é descrita como:
“uma planilha mensal para anarquistas, provos, beatniks, presidiários, [...] mágicos, pacifistas, charlatões, filósofos, transmissores de germes, [...] vegetarianos, sindicalistas, papais-noéis (pais-natais), professoras de pré-escola, agitadores, piromaníacos, assistentes de assistente, coçadores e sifilíticos, polícia secreta, e outros mundanos. Provo tem algo contra capitalismo, comunismo, fascismo, burocracia, militarismo, profissionalismo, dogmatismo, e autoritarismo. Provo deve escolher entre desespero, resistência e extinção submissa. Provo pede por resistência sempre que possível. Provo compreende que perderá no final, mas não pode perder a chance de fazer pelo menos uma última tentativa sincera de provocar a sociedade. Provo enxerga anarquia como a fonte de inspiração para a resistência. Provo quer reviver a anarquia e ensiná-la ao jovem. Provo é uma imagem.”

## Ações e Ideias
Os Provos ganharam proeminência através dos protestos no casamento real da Princesa Beatrix da Holanda e Claus Von Amsberg. A Família Real Holandesa era impopular na época, e Claus Von Amsberg era tido como inaceitável por muitos cidadãos holandeses por sua contribuição à Juventude Hitlerista durante a Segunda Guerra Mundial. O noivado foi anunciado em Junho, e em Julho os Provos atiraram panfletos antimonarquistas de uma ponte sobre o barco em que os noivos desfilavam.
Durante os preparativos do casamento, Provo forjou um falso discurso no qual a Rainha Juliana declara que se tornaria anarquista e estava a negociar uma transição de poder com o Provo. O Plano Branco de Rumor foi posto em prática, no qual vários rumores foram disseminados por Amsterdã, incluindo um que dizia que os Provos estavam se preparando para jogar LSD no sistema de distribuição de água da cidade. Tais rumores fizeram com que as autoridades requisitassem uma tropa de 25.000 militares para auxiliar a guarda ao longo da rota da parada.
Vestidos como cidadãos comuns, os Provos conseguiram passar com açúcar e bombas de fumaça pela polícia. As primeiras bombas explodiram bem atrás do palácio assim que o desfile começou. Incapaz de identificar os Provos, a polícia reage exageradamente e o casamento se transforma em um grande desastre de relações públicas. Na semana seguinte ao casamento, a polícia ataca e agride curadores de uma exposição de fotografias documentando a violência policial no casamento real. A seguir, vários escritórios e intelectuais clamam por uma investigação independente acerca do comportamento policial.

## Provocando a Polícia
Os Provos pensam em provocar a polícia através de métodos não-violentos desejando, dessa forma, enfraquecer a integridade das autoridades. Liderados por Grootveld, os Provos iniciam uma campanha de desinformação para expor a completa ignorância dos estabelecimentos acerca do assunto cannabis. Os Provos saem e se deixam ser “enquadrados” por estarem consumindo, na verdade, chá, ervas, feno, entre outros, ao invés de maconha. Os próprios Provos costumavam chamar a polícia.
“Um dia um grupo inteiro nosso foi de ônibus para a Bélgica,” diz Grootveld. “Obviamente, eu havia informado meu amigo Houweling [oficial da polícia] que alguns elementos poderiam levar alguma maconha. Na fronteira, os policiais e a Alfândega estavam esperando por nós. Seguidos pela imprensa, nós fomos levados para uma busca mais minuciosa. Pobres policiais... tudo que eles puderam encontrar foram comida para cachorro e algumas ervas legalizadas. ‘Maconha é comida de cachorro’, os jornais ironizaram no dia seguinte. Depois disso, os policiais decidiram evitar nos assediar no futuro, com medo de mais gafes.”
Grootveld e o artista Fred Wessels também abriram o “Afrikaanse Druk Stoor”, onde eles vendiam tanto verdadeira como falsa maconha.

## Os Planos Brancos
A ala política dos Provos ganhou um lugar na câmara municipal de Amsterdã, e desenvolveram os “Planos Brancos”. O mais famoso deles chama-se “Plano da Bicicleta Branca”, que tinha como meta a melhoria no problema dos transportes de Amsterdã. Genericamente, os planos procuravam abordar problemas sociais e melhorar a qualidade de vida em Amsterdã.
Lista dos Planos Brancos:
- Plano da Bicicleta Branca: Iniciada por Luud Schimmelpenninck, o plano da bicicleta branca propunha o fechamento do centro de Amsterdã a todo tipo de tráfego motorizado, incluindo motocicletas, com o intuito de elevar a frequência de transportes públicos em mais de 40% e economizar dois milhões de florins por ano (cerca de quatro milhões de euros nos anos atuais). Taxis eram aceitos como transportes semi-públicos, mas teriam de ser elétricos e ter uma velocidade máxima de 25 m.p.h. (cerca de 40 km/h). Os Provos planejaram que o município comprasse 20.000 bicicletas brancas por ano, que deveriam ser de propriedade pública e livre para que qualquer um as utilizasse. O projeto foi rejeitado pelas autoridades responsáveis, mas os Provos decidiram seguir em frente mesmo assim. Eles pintaram 50 bicicletas de branco e as deixaram nas ruas para uso público. A polícia apreendeu as bicicletas, sob a justificativa de que elas infringiam a lei municipal que proíbe abandonar bicicletas sem prendê-las. Após as bicicletas serem devolvidas aos Provos, eles as equiparam todas com cadeados de combinação, e pintaram a combinação nas próprias bicicletas.

- Plano das Chaminés Brancas: Propunha que poluidores de ar fossem multados e que as chaminés de poluidores perigosos fossem pintadas de branco.

- Plano das Esposas Brancas: Era proposta a criação de uma rede de clínicas que oferecessem instrução e contraceptivos, para o benefício principalmente de mulheres e moças, e com o objetivo de reduzir a gravidez indesejada.

- Plano do Frango Branco: Proposta de reorganização da polícia de Amsterdã (N. do T. = na gíria holandesa, a polícia é chamada “kip”, que é a palavra holandesa para “frango”). No plano, a polícia seria desarmada e movida sob a jurisdição da prefeitura municipal ao invés do burgemeester (o prefeito em si). Os municípios estariam aptos, então, a eleger democraticamente seu próprio chefe de polícia. Os Provos tinham como intenção que a polícia fosse transformada de guarda para trabalhador social.

- Plano da Moradia Branca: O plano procurava resolver o problema crônico de moradia em Amsterdã através do banimento da especulação imobiliária, e com a ocupação de edifícios vazios. O plano enxergava a praça de Waterlooplein como um mercado a céu-aberto e defendia o abandono dos planos de uma nova prefeitura.

- Plano das Crianças Brancas: Era proposta a divisão de custódia em grupos de cinco casais. Os pais cuidariam da criança do grupo em turnos, cada casal em um dia diferente da semana.

- Plano da Vítima Branca: O plano dizia que cada um que fosse responsável pela morte de outro em um acidente de automóvel teria de construir um memorial de conscientização na proximidade do acidente através da escavação da silhueta da vítima com uma polegada de profundidade e preenchê-la com argamassa branca.

- Plano do Carro Branco: Um projeto de uso coletivo de carros proposto por Schimmelpennink apresentando carros elétricos que poderiam ser utilizados pelo povo. Sua realização de fato ocorreu, em uma utilização limitada, entre os anos de 1974 e 1986, levando o nome de Witkar.

## O Fim
As tensões com a polícia tiveram seu auge em Junho de 1966, quando o operário Jan Weggelaar foi morto durante manifestações. O diário De Telegraaf noticiou que ele tivesse sido morto por um colega de trabalho e a autópsia oficial apontou ataque cardíaco, mas era amplamente disseminada a ideia de que ele tivesse sido assassinado pela polícia. Foi então declarada uma greve pelos operários de construção, e grandes números de trabalhadores e de simpatizantes, incluindo os Provos, saíram às ruas de Amsterdã em marcha. Manifestantes lutaram contra a polícia nas ruas e atacaram os escritórios e veículos do diário De Telegraaf.
Simultaneamente, os Provos participavam dos protestos esquerdistas estudantis contra a Guerra do Vietnã. As manifestações foram banidas, resultando na sua ampliação e no crescimento de sua popularidade. A polícia respondeu com a ampliação de sua força e, por volta de 1966, centenas de prisões eram realizadas a toda semana. A brutalidade da polícia acaba levando ao crescimento da simpatia pelo Provos e por seus manifestantes antiguerra ao longo da opinião pública. Uma investigação oficial sobre a crise foi aberta.
Estes eventos ocasionaram a dispensa do chefe de polícia de Amsterdã, H. J. van der Molen em 1966, e à renúncia do prefeito Gijsbert van Hall em 1967. Após o desligamento de van Hall, Grootveld e Rob Stolk (responsável pelas impressões da revista Provo) decidem extinguir Provo. Stolk disse: “O Provo deve desaparecer pois todos os grandes homens que nos tornaram grandes se foram” - uma referência aos dois arqui-inimigos dos Provo, van Hall e van der Molen.

## Hoje em dia
Alguns membros do Provo continuaram no grupo Kabouters, fundado por Roel van Duyn, e ex-Provos também ressurgiram no holandês GreenLeft, um partido político ambiental.